# Wodnikowe Wzgórze
Wodnikowe Wzgórze (ang. Watership Down) – powieść fantastyczna brytyjskiego pisarza Richarda Adamsa. Książka, wydana w 1972 r. przez wydawnictwo Rex Collings, w Polsce została opublikowana w 1982 r. przez Państwowy Instytut Wydawniczy w prestiżowej serii Współczesna Proza Światowa. Tłumaczem powieści była Krystyna Szerer.
Opowiada historię grupy królików, które zmuszone są opuścić swoją królikarnię i wyruszyć w poszukiwaniu nowego miejsca zamieszkania, przeżywając przy tym rozmaite przygody i trudności. Tytułowe „Wodnikowe Wzgórze” to miejsce, w którym ostatecznie osiedlają się króliki, usytuowane na północy hrabstwa Hampshire w Anglii. Króliki, bohaterowie historii, mają swe imiona, strukturę społeczną, język, mitologię, przysłowia, tworzą także poezję. W dążeniu do celu współpracują z innymi zwierzętami, wykorzystują także ludzi i wytwory techniki.
Powieść powstała na podstawie historii opowiadanych przez autora jego córkom. Po początkowych trudnościach ze znalezieniem wydawcy, Wodnikowe Wzgórze wydało niewielkie wydawnictwo Rex Collings. Powieść odniosła wielki sukces i została przetłumaczona na wiele innych języków, w tym na język polski. Otrzymała także trzy animowane ekranizacje w formie filmu (1978), serialu telewizyjnego (1999–2001) i miniserialu (2018); na jej podstawie powstało także przedstawienie teatralne oraz powieść graficzna.
Autor został nagrodzony Medalem Carnegie oraz nagrodą Guardian Children’s Fiction Prize, przyznawaną przez dziennik „The Guardian”.
W 1996 r. Adams opublikował książkę Tales from Watership Down, nawiązującą do Wodnikowego Wzgórza (wydaną w Polsce w 1998 r. pod tytułem Opowieści z Wodnikowego Wzgórza w tłumaczeniu Pawła Kruka przez wydawnictwo Zysk i S-ka).